# Campionati europei di duathlon del 1995
I Campionati europei di duathlon del 1995 (VI edizione assoluta) si sono tenuti a Veszprém in Ungheria.
La gara maschile è stata vinta per la terza volta consecutiva dallo svizzero Urs Dellsperger. Quella femminile è stata vinta dalla svizzera Dolorita Gerber, bissando il successo dell'anno precedente.

## Risultati

### Élite uomini
| Pos. | Pos.            | Paese    | Totale   |
| ---- | --------------- | -------- | -------- |
|      | Urs Dellsperger | Svizzera | 02:37:14 |
|      | Péter Kropkó    | Ungheria | 02:41:15 |
|      | Jürg Denzler    | Svizzera | 02:42:39 |

### Élite donne
| Pos. | Pos.               | Paese     | Totale   |
| ---- | ------------------ | --------- | -------- |
|      | Dolorita Gerber    | Svizzera  | 02:58:56 |
|      | Natascha Badmann   | Svizzera  | 03:01:20 |
|      | Susanne Nedergaard | Danimarca | 03:02:10 |